# Paul Sommer
Paul Sommer (ur. 1917 r. w Poznaniu, zm. 3 stycznia 1983 r. w Bünde) – niemiecki duchowny katolicki, wielki dziekan kłodzki oraz kanoniczny wizytator księży i wiernych hrabstwa kłodzkiego od 1977 r.

## Życiorys
W 1941 r. otrzymał święcenia kapłańskie we Wrocławiu. Od 1942 r. pracował jako wikariusz w Roztokach. Podczas lata 1946 r. towarzyszył biskupowi pomocniczemu archidiecezji wrocławskiej, Josephowi Ferchemu w jego ostatniej kanonicznej wizycie po hrabstwie kłodzkim. W 1947 r. został przesiedlony do Bünde (powiat Herford w Nadrenii Północnej-Westfalii), gdzie od 1948 r. pracował jako wikariusz w kościele pw. św. Michała w dzielnicy Holsen.
Po przejściu na emeryturę ks. Leo Christopha w 1977 r., został wybrany wizytatorem kanoniczym hrabstwa kłodzkiego z tytułem wielkiego dziekana i prawem noszenia krzyża na piersi i infuły oraz uczestniczenia w fuldajskiej konferencji biskupów.
Zwany był jako „Rucksack-Priester” (Ksiądz plecak), ponieważ znany był ze swojej pasji wycieczek górskich oraz z tego, że zawsze zabierał ze sobą naczynia liturgiczne niezbędne do odprawienia mszy świętej.
Zmarł w wieku 66 lat w 1983 r. w Holsen (Bünde).